# Menart Records
Menart Records je slovenska glasbena založba, ki deluje na področju Slovenije in Hrvaške. 
V Sloveniji ima podzaložbe Darwin, KifKif in KarmaRecords, na Hrvaškem pa podzaložbo Dop Records. Založbo je ustanovil Boštjan Menart.
Ukvarjajo se tudi z uvozom in distribucijo igrač in izdajanjem otroških revij. Pri tem sodelujejo predvsem z založbo Egmont, ki je lastnik pravic za like Walta Disneya.
V letu 2013 so od distributerjev Blitz in Continental Film prevzeli licence in distribucijo DVD in BluRay izdaj filmov studiev Sony Pictures, Walt Disney Studios in Warner Bros za Slovenijo in Hrvaško, za naslove studia Fox-MGM pa vršijo zgolj distribucijo.